# Playa de Muchavista
La playa de Muchavista es una playa de arena del municipio de Campello, en la provincia de Alicante (España). Es el nombre dado a la continuación de la playa de San Juan (perteneciente al término municipal de Alicante) en el término de Campello.
El origen del topónimo data de los primeros años 1940 cuando el Ayuntamiento del Campello decide oponerse al antiguo Plan Muguruza que tenía por fin construir una ciudad satélite en la playa de San Juan bajo el nombre de Ciudad Prieto. Para mostrar esa oposición deciden rebautizar el tramo de playa de San Juan incluido dentro del término del Campello.[cita requerida] Para ello se recuperó el topónimo de 'Mucha-Vista' dado en el siglo XIX al trozo de playa situado frente a la caseta de Carabineros de ese nombre.
La playa de Muchavista tiene una longitud de 3300 metros (sin contar su continuación hacia el sur como playa de San Juan) y una anchura de unos ochenta metros más o menos, dependiendo del tramo. La longitud total de la playa de San Juan-Muchavista es de 6200 metros.

## Geografía
Esta playa limita al norte con el Rincón de la Zofra (también perteneciente a Campello) y al sur con la playa de San Juan (perteneciente al municipio de Alicante). 
Se sitúa en un entorno urbano, disponiendo de acceso por calle. Se puede llegar a ella mediante vehículo propio o bien en el autobús o tranvía públicos. Cuenta con un amplio paseo marítimo y varias zonas de aparcamiento delimitadas. Además, es una playa balizada con zona habilitada para la salida de embarcaciones.

## Distintivos
La playa de Muchavista cuenta con el distintivo de Bandera Azul desde 1993 y su acceso está adaptado en varios puntos a personas discapacitadas.